# 縁起寺
縁起寺（えんぎじ）通称「花畑阿弥陀堂」は、東京都足立区花畑2丁目にある真宗木辺派の寺院。開基住職は杉山隆樹(僧名)。

## 沿革
縁起寺の起源は、福岡県飯塚市平恒にある浄蓮寺にある。広島県にて浄土真宗本願寺派僧侶として活動していた池田龍淡氏が炭鉱の栄えた時代に飯塚市に移り住み、諸事情により真宗木辺派寺院として開基した寺が浄蓮寺で、杉山住職は浄蓮寺2世池田弘道住職の代に僧侶となり平成25年に東京都足立区に縁起寺を建立、翌平成26年に落慶法要入仏式を経て正式な真宗木辺派寺院となり平成30年には東京都認証により宗教法人格を所得している。関東地方における宗教法人登録が確認できる真宗木辺派寺院は、この縁起寺と千葉県流山市にある錦興寺の2ヶ寺のみで(令和元年現在)、錦興寺も起源は東京都品川区にかつて存在した浄土真宗本願寺派興敬寺であるが、昭和20年の空襲により類焼、後に千葉県流山市にて昭和55年に再建。諸事情により真宗木辺派に転派し寺院名も錦興寺となる。これらにより、福岡県浄蓮寺と千葉県錦興寺は、縁起寺との親交が深い。

## 施設の概要
東京都足立区花畑の都道466号線沿いに建つ小さなお堂が縁起寺で、通称「花畑阿弥陀堂」と言われており、平屋建て畳12帖程度の宗教施設で庫裡や墓地はない。
石仏本尊の寺で、身の丈3尺の総御影石造り阿弥陀如来像が、お堂内に安置されている。

## 御朱印
一般的な御朱印の他に漫画家森田まさのり氏より原画奉納された縁起寺のお堂と僧侶の姿が描かれた御朱印がある。縁起寺の御朱印は元々参詣記念に念仏印を渡していたのが起源。

## 縁起寺周辺の浄土真宗寺院
令和元年東京都宗教法人名簿によると、東京都足立区内で浄土真宗本願寺派や真宗大谷派など浄土真宗教団10派からなる真宗教団連合加盟宗派の末寺は11ケ寺確認できるが、足立区北東部、東武伊勢崎線（東武スカイツリーライン）より東方なお且つ都道318号(環状7号線)より北方で都県区境界線までの広いエリアにおいては縁起寺のみである。